# Hudur
Hudur, parfois orthographié Huddur (en somali : Xuddur), est une ville de la région de Bakool au sud-ouest de la Somalie. Elle est le centre du district de Hudur.

## Histoire
Au Moyen Âge, Hudur et ses environs font partie de l'empire Ajuran qui gouverne une grande partie du sud de la Somalie et de l'est de l'Éthiopie, avec son domaine s'étendant de Hobyo au nord, à Qelafo à l'ouest, à Kismayo au sud.
Au début de la période moderne, Hudur est gouvernée par le Sultanat Geledi. Le royaume est finalement incorporé au protectorat italien du Somaliland en 1910 après la mort du dernier sultan Osman Ahmed. Après l'indépendance en 1960, la ville devient le centre du district officiel de Hudur.

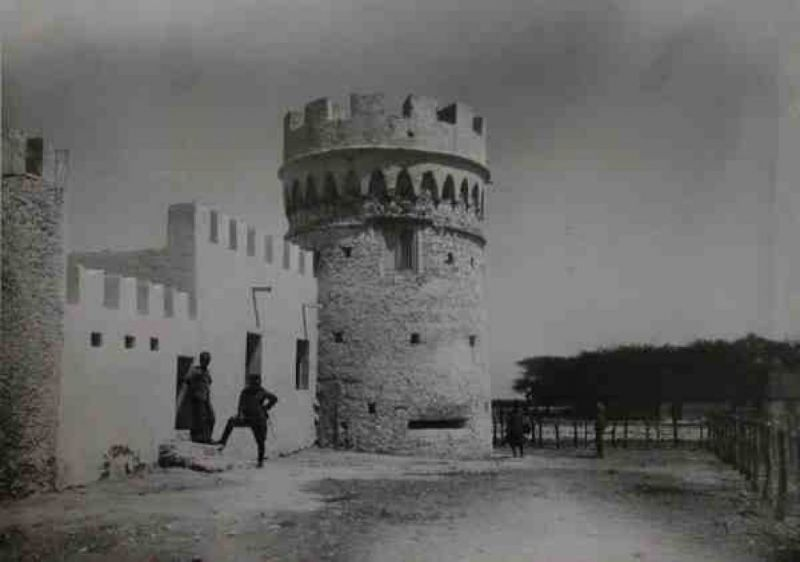
Fort de Hudur, photographié en 1924

## Aperçu
Lors de l'insurrection islamiste des années 2000, la ville est prise par Al-Shabab. En mars 2014, l'AMISOM éthiopienne et les troupes somaliennes ont reprennent la ville aux islamistes. L'offensive fait partie d'une opération militaire de haute intensité des forces alliées contre Al-Shabab.
Selon le Premier ministre Abdiweli Cheikh Ahmed, le gouvernement lance ensuite des efforts de stabilisation dans les zones nouvellement libérées, qui comprennent également Wajid, Rab Dhuure et Burdhubo. Le ministère de la Défense assure en permanence la sécurité des résidents locaux, et fournit un soutien logistique et de sécurité pour acheminer l'aide humanitaire. En outre, le ministère de l'Intérieur est prêt à soutenir et à mettre en place des programmes d'aide à l'administration et à la sécurité locales. Un sous-ministre et plusieurs érudits religieux sont également envoyés dans les quatre villes pour coordonner et superviser les initiatives de stabilisation du gouvernement fédéral.

## Démographie
En 2000, Hudur a une population d'environ 12 500 habitants. Le district élargi de Hudur compte une population totale de 93 049 habitants[réf. nécessaire]. La plupart des résidents locaux appartiennent au sous-clans arap du clan Isaaq, Hadame et Luwaay, tous deux sous-clans de la branche Mirifle faisant partie de la grande famille Rahanweyn. La principale langue parlée dans la ville est la langue couchitique Maay.